# Lejnice
Lejnice (Sterculia), česky též sterkulie, je rod rostlin z čeledi slézovité. Jsou to dřeviny se střídavými a většinou jednoduchými listy a tlustými větvemi. Kmeny stromovitých druhů mají u paty často ploché opěrné pilíře. Květy jsou pětičetné, bezkorunné, většinou zvonkovité a často zapáchající, podobné květům brachychitonu. Plodem je nápadné souplodí pukavých měchýřků. Rod zahrnuje asi 100 až 150 druhů a je rozšířen v tropech a subtropech celého světa. Největší počet druhů roste v tropické Asii.
Lejnice jsou významné zejména jako zdroj dřeva s poměrně širokým využitím. V tropických zemích se některé druhy pěstují jako okrasné a stínící dřeviny. Semena jsou jedlá a připomínají chutí jedlé kaštany. Ze šťávy Sterculia apetala se získává guma karaya, používaná pod označením E416 v potravinářství. Četné druhy mají význam v lokální medicíně.

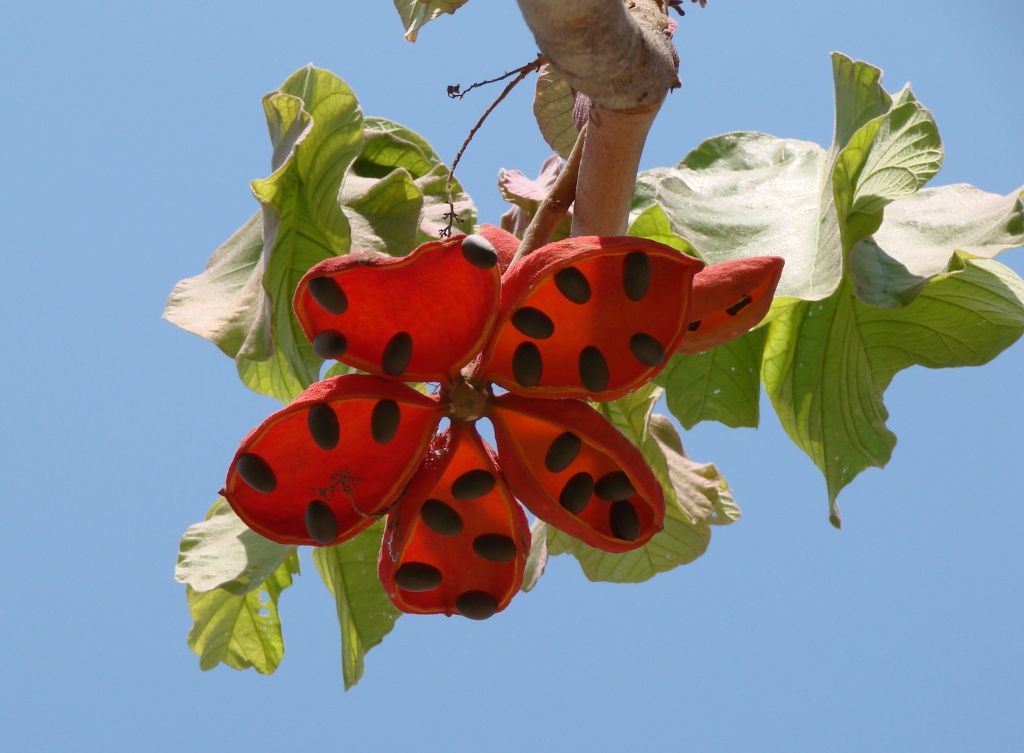
Otevřené souplodí Sterculia striata

## Popis
Lejnice jsou opadavé nebo stálezelené, jednodomé nebo polygamní keře a stromy, dorůstající výšky až 40 metrů. Kmeny stromovitých zástupců mají u paty často ploché opěrné pilíře. Listy bývají nahloučené na koncích tlustých větví. Jsou střídavé, poměrně velké, většinou jednoduché a celistvé nebo dlanitě laločnaté, výjimečně dlanitě složené, celokrajné nebo se zubatým okrajem, řapíkaté. Charakteristická je nestejné délka řapíků i velikost čepelí listů v rámci jednoho shluku. Na vrcholu řapíku je dobře vyvinut pulvinus. Květenství jsou zpravidla bohaté úžlabní laty, řidčeji hrozny. Květy jsou jednopohlavné, stopkaté a poměrně drobné. Kalich je pětičetný, zelený nebo korunovitě zbarvený, do 20 mm dlouhý, zvonkovitý až baňkovitý a zakončený 5 cípy. Vnitřní strana kališních lístků je pokrytá trichomy různých typů a asi v polovině nese šupinovité přívěsky. Koruna chybí. Tyčinky v samčích květech jsou nahloučeny v počtu 10 až 15 na vrcholu androgynoforu, obklopujícího i nevyvinuté samičí pestíky. Prašníky jsou přisedlé nebo jen s krátkými nitkami. V samičích květech je jen krátký, zahnutý androgynofor nesoucí na vrcholu semeník srostlý z 5 plodolistů. Každý plodolist obsahuje 2 až mnoho vajíček. Čnělka je jedna a nese na konci hlavatou, laločnatou bliznu. Okolo báze semeníku jsou staminodia. Za plodu se jednotlivé plodolisty oddělují. Plodem je souplodí pukavých měchýřků (follicetum). Plody jsou poměrně velké, kožovité až dřevnaté, převislé. Obsahují 1 až mnoho bezkřídlých semen.

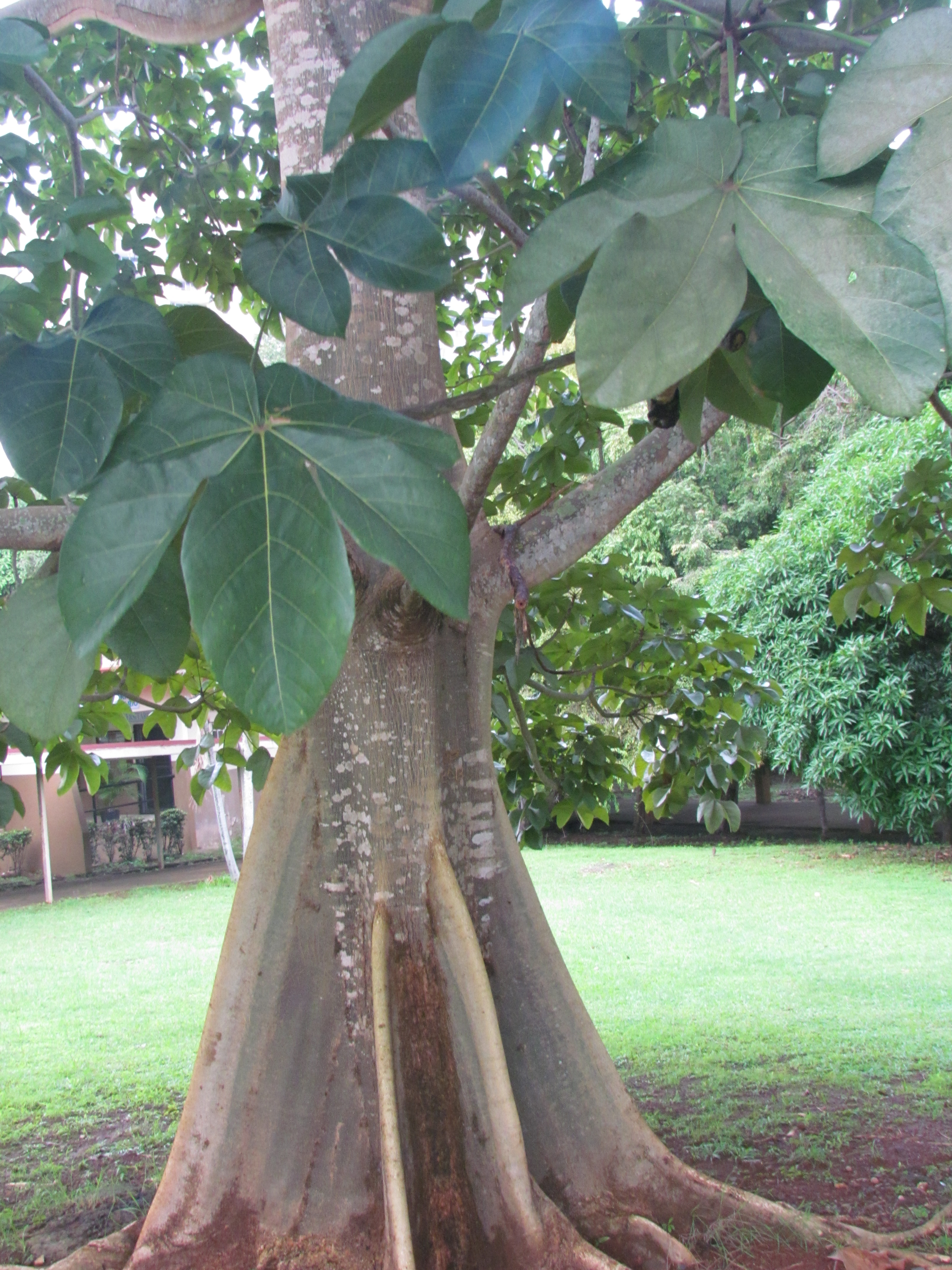
Kmen Sterculia apetala s opěrnými pilíři
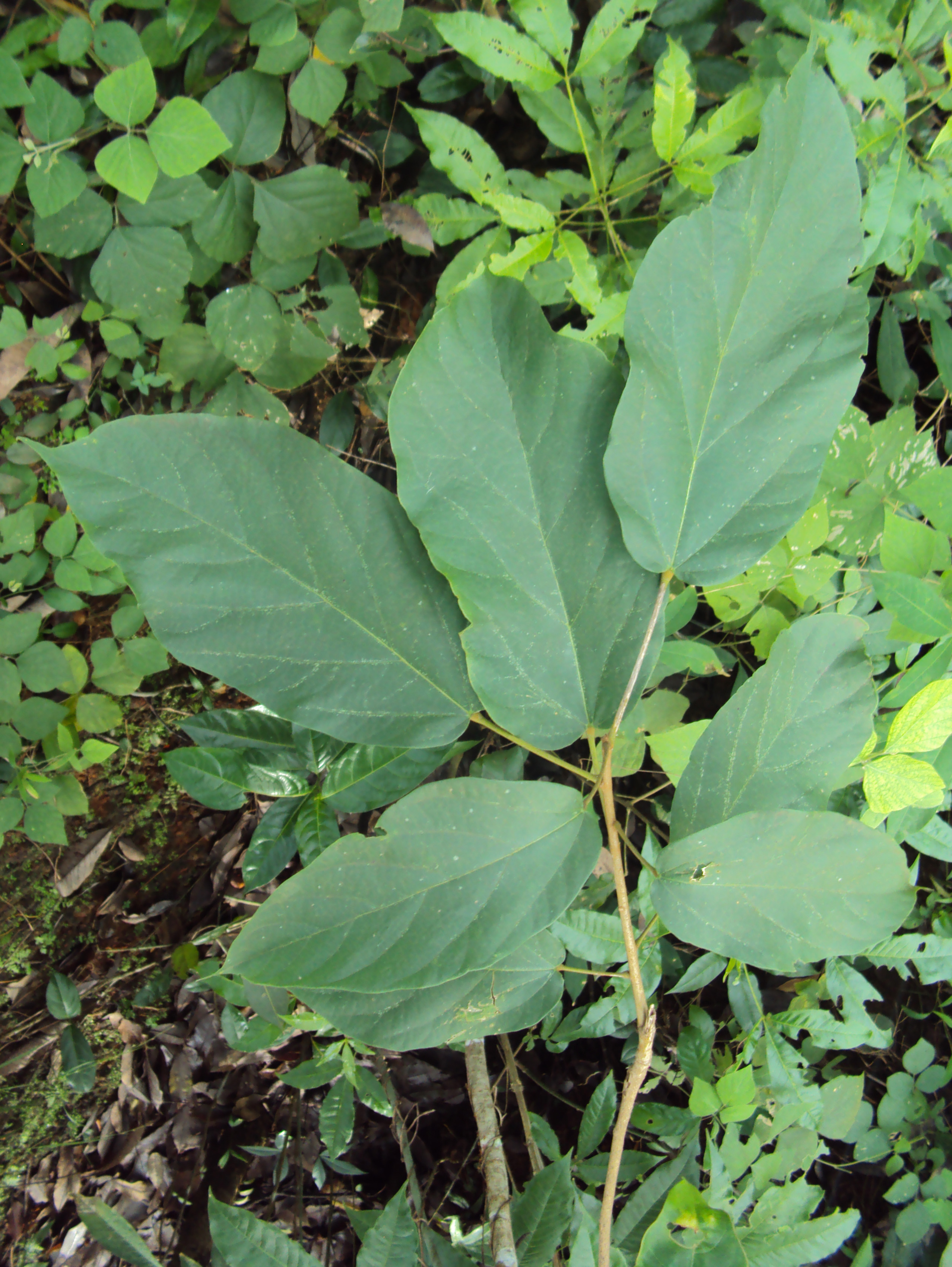
Listy S. guttata s nestejně dlouhými řapíky
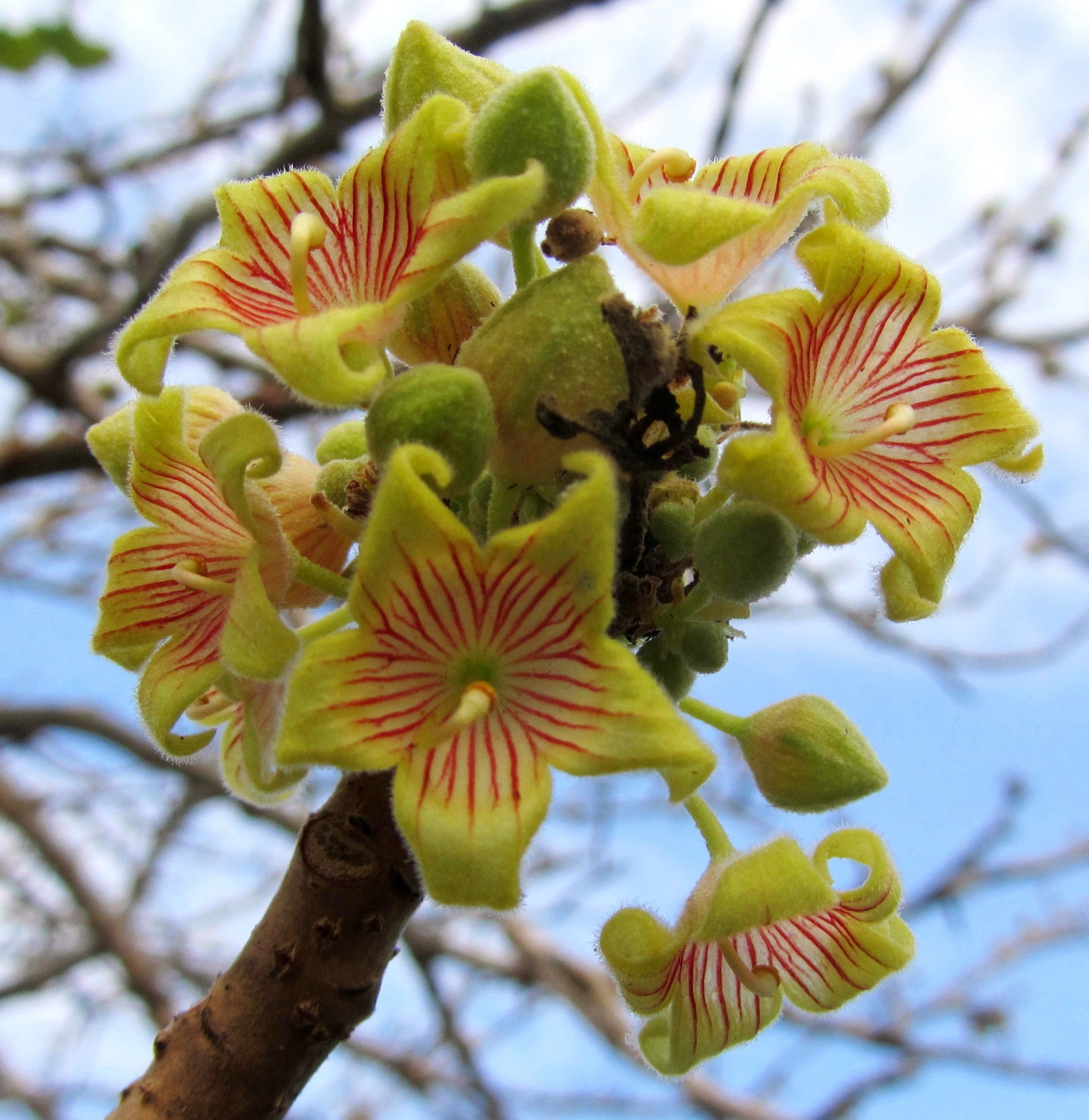
Květy Sterculia africana
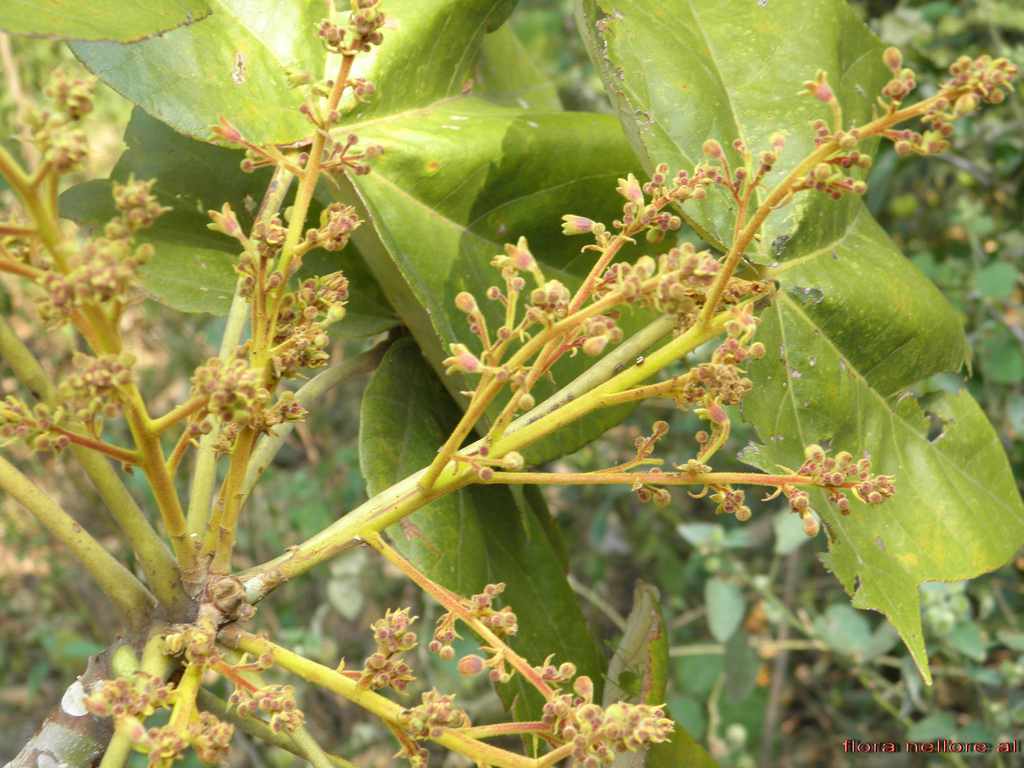
Latovité květenství lejnice pálivé (S. urens)
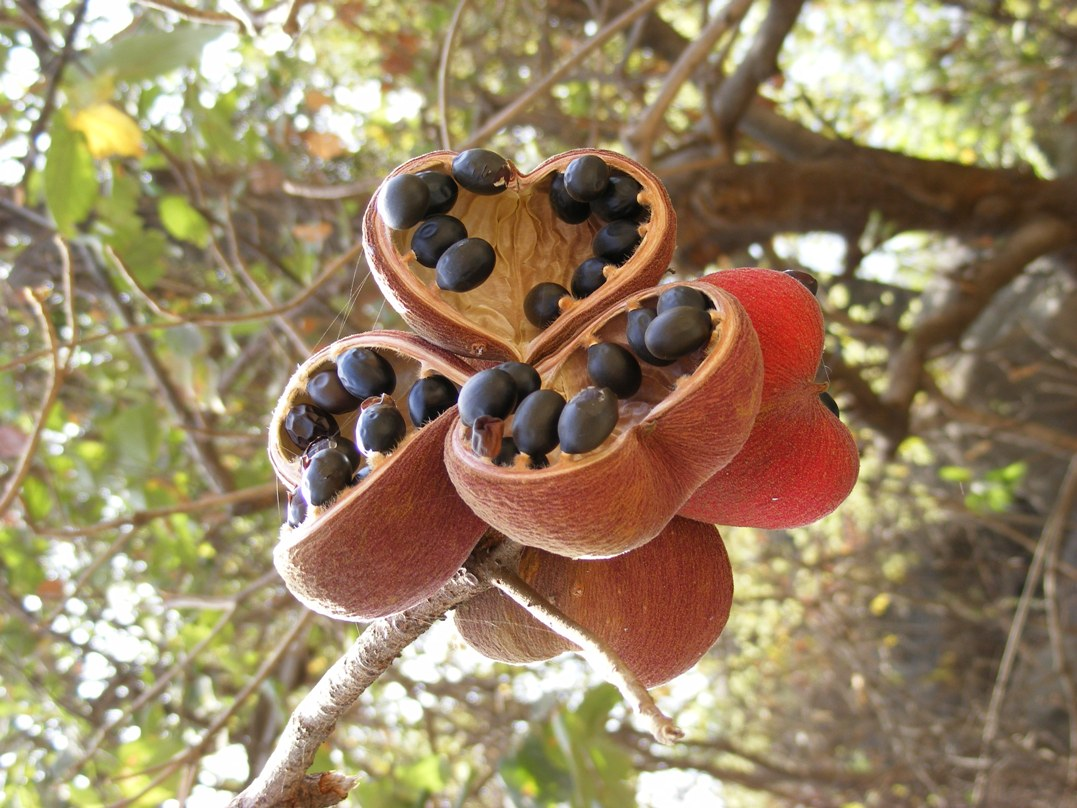
Souplodí lejnice ořechovité (S. foetida)

## Rozšíření
Rod lejnice zahrnuje něco mezi 100 a 150 druhy. Je rozšířen v tropech a subtropech celého světa. Nejvíc druhů roste v tropické Asii. Je rozšířen v celé subsaharské Africe a na Madagaskaru. Druh Sterculia africana zasahuje i do jihovýchodního Egypta, Jemenu a na Sokotru. V Americe sahá areál rozšíření od jižního Mexika po Bolívii a zahrnuje i Karibské ostrovy. V tropické Asii se lejnice vyskytují od Indie a Číny po Tichomoří. V Austrálii je jejich rozšíření omezeno na severní a východní část kontinentu.
Lejnice se vyskytují na celé řadě různých stanovišť a rostou zejména na výživnějších půdách. Mnohé druhy jsou mohutné stromy dosahující korunního patra tropického deštného lesa.

## Ekologické interakce
Květy řady druhů lejnic zapáchají po výkalech, což dalo celému rodu i jméno. Opyluje je poměrně široká paleta opylovačů a jednotlivé druhy mají často specializovanou vazbu na určitý typ opylovače. Zelené květy s červeným vnitřkem amerického druhu Sterculia apetala např. opylují dvoukřídlí, naproti tomu červené zvonkovité květy indického druhu S. colorata (syn. Firmiana colorata) navštěvují ptáci hledající nektar (květozob křivozobý, strdimil srílanský, kruhoočko pruhoprsé), oštipující poupata (hýl rudý) nebo hledající v poupatech a květech larvy hmyzu (sýkavka zlatočelá, bulbul šupinkový, sýkora chocholatá). Lejnice ořechovitá (S. foetida) je opylována širokou paletou různého hmyzu, naproti tomu květy lejnice pálivé (S. urens) opyluje podle dostupných pozorování výhradně jeden druh včely, Apis indica.
Semena lejnic vyhledávají a konzumují zejména ptáci, opice a veverky a podílejí se na jejich šíření. Po puknutí plodů jsou semena vystavena na nápadně zbarvené vnitřní straně měchýřků. Semena některých druhů mají výživné masíčko a jsou šířena mravenci.

## Zajímavosti
Lejnice Sterculia apetala je národním stromem Panamy. Na vnitřní straně plodů některých druhů (lejnice ořechovitá, S. apetala, S. murex aj.) jsou žahavé chlupy, které mohou způsobit poškození kůže nebo očí. Rod Sterculia byl pojmenován podle římského boha jménem Sterculius, který dle mytologie vládne nad obděláváním a hnojením země. Jeho jméno je odvozeno z latinského slova stercus (hnůj, hnojivo).

## Taxonomie
Rod Sterculia je v rámci čeledi slézovité řazen do podčeledi Sterculioideae. V minulosti byl řazen spolu s dalšími rody do čeledi Sterculiaceae (lejnicovité), která byla v systému APG vřazena do čeledi Malvaceae. Nejblíže příbuzným rodem je podle výsledků molekulárních studií rod Heritiera, zahrnující asi 35 druhů rozšířených v tropech Starého světa. Mezi další příbuzné rody náleží např. Brachychiton a Cola. Řada druhů byla převedena do rodu Brachychiton.

## Zástupci
- lejnice ořechovitá (Sterculia foetida)
- lejnice pálivá (Sterculia urens)

## Význam
Řada druhů lejnic je komerčně těžena pro dřevo. U většiny těžených druhů je středně tvrdé, středně těžké a poměrně snadno opracovatelné, některé mají dřevo velmi lehké. Není příliš odolné vůči rozkladu, termitům a dřevokaznému hmyzu. Dřevo asijské lejnice ořechovité slouží zejména v truhlářství a k výrobě beden, hudebních nástrojů, lodí a podobně.
V tropické Americe a Karibiku se těží zejména S. apetala, S. pruriens, S. caribaea a S. rugosa. Dřevo je světle až rezavě hnědé, kvalitní, obchodované pod názvem chicha, v Karibiku i jako maho.
Africký druh S. rhinopetala má dekorativní a dobře opracovatelné dřevo, obchodované pod názvem lotofa. Dřevo asijského druhu S. campanulata je velmi lehké a snadno opracovatelné a používá se ve velkém množství zejména k výrobě beden a zápalek. Je těženo zejména na Andamanech a obchoduje se pod názvem papita. Z dalších asijských druhů se těží zejména S. oblonga, S. ceramica, S. conwentzii a S. vitiensis. V Malajsii se dřevo lejnic označuje jako kelumpang.
Vláknitá vnitřní vrstva některých druhů slouží k výrobě provazů, papíru a podobně. Kůra a listy lejnice pálivé slouží v Asii jako jed pro lov ryb (barbasko).
Lejnice ořechovitá (S. foetida) pochází z tropické Asie a Austrálie a je pěstována v tropech celého světa jako okrasný strom. Má podobně jako ostatní druhy lejnic jedlá semena, která však ve větším množství působí projímavě. Konzumují se zpravidla vařená či pražená a chutí připomínají jedlé kaštany. Lze je jíst i syrová a byl z nich též získáván jedlý olej, kterého obsahují 53 až 55 %. Po upražení slouží jako náhražka kakaa. Jako stínící dřevina se pěstuje také americký druh Sterculia apetala. Ze šťávy z kmene tohoto druhu se získává rostlinná guma, známá pod názvem karaya. Používá se v potravinářství jako stabilizátor, emulgátor a zahušťovadlo pod označením E416. Po rozpuštění ve vodě vytváří gel. Guma ze šťávy lejnice ořechovité má podobné vlastnosti jako tragant a používá se např. k lepení hřbetů knih. Kořeny tohoto druhu jsou jedlé a lze je konzumovat syrové. Mladé kořeny S. diversifolia slouží Aboridžincům v Austrálii jako potrava.
Lejnice pálivá (S. urens) má poměrně široké využití v indické Ájurvédě. Guma se aplikuje na bodnutí štírem a bolesti kloubů a užívá se při průjmových onemocněních. Listy slouží k ošetřování zranění, zlomenin a infekcí v krku, kůra se podává k usnadnění porodu, při revmatismu, artritidě a kožních chorobách a jako emetikum, kořeny při horečkách, na zlomeniny a vymknuté klouby.
Odvar z kůry lejnice ořechovité je v Indonésii používán k vyvolání potratu. V místní medicíně se využívá i celá řada dalších druhů. V Africe je to zejména S. appendiculata, S. africana a S. tragacantha, v Asii lejnice ořechovitá, S. rubiginosa a S. indica.

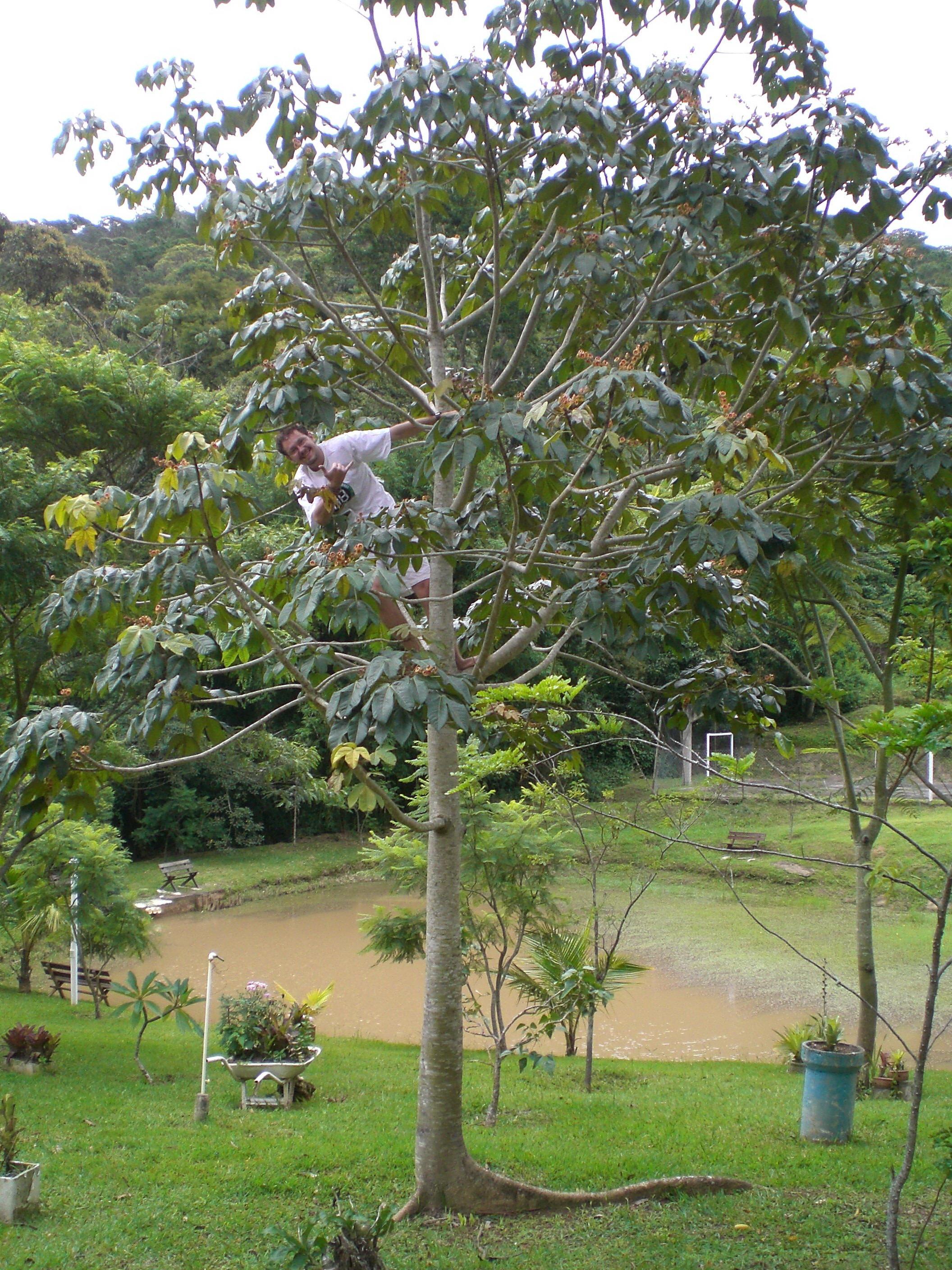
Lejnice jako okrasná dřevina v Brazílii
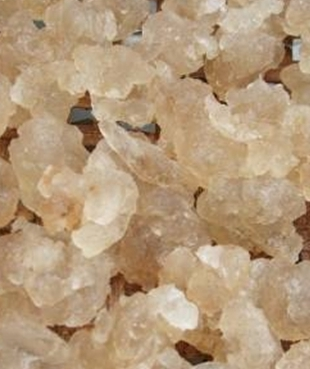
Guma karaya z lejnice pálivé
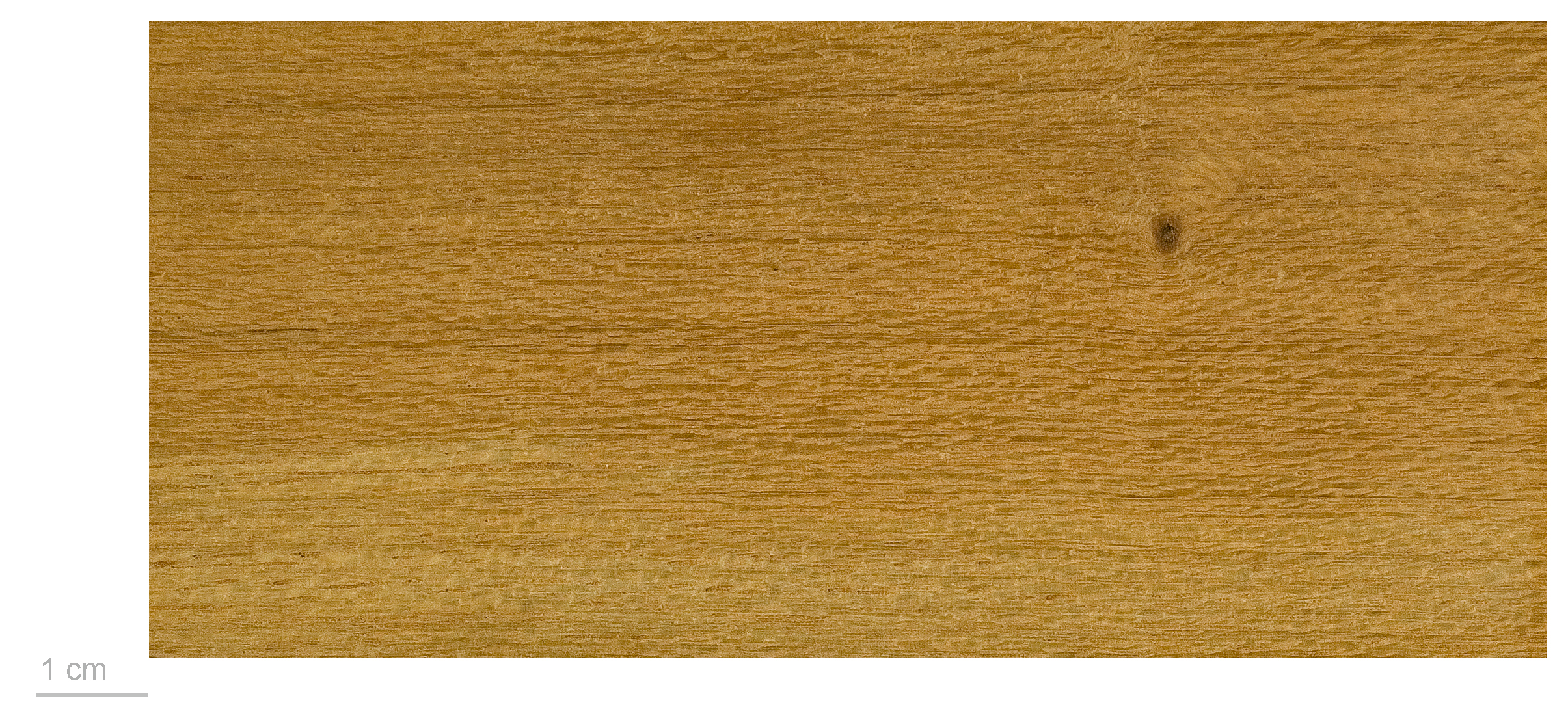
Dřevo Sterculia pruriens
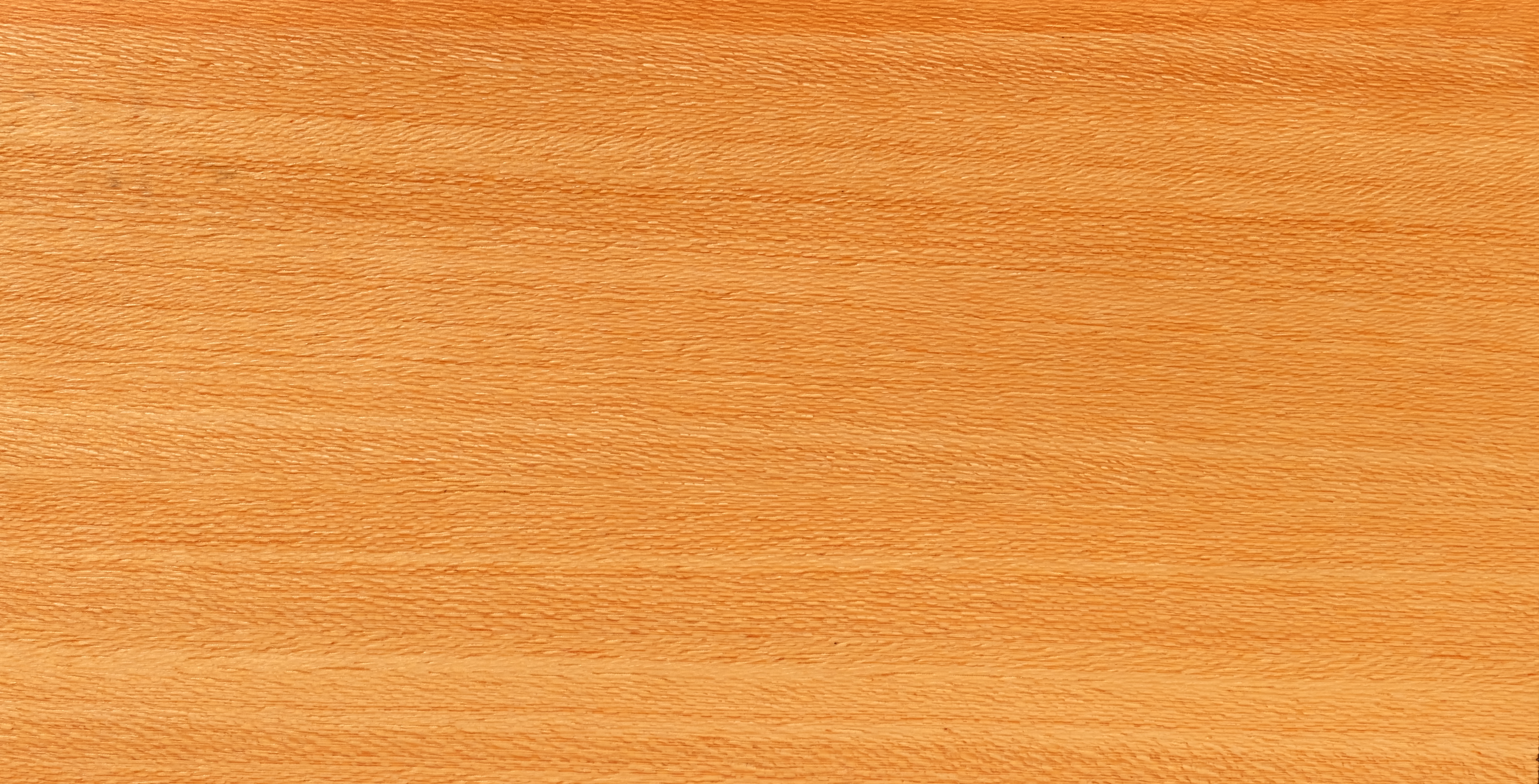
Dřevo S. oblonga